# ゴーゴーダンサー

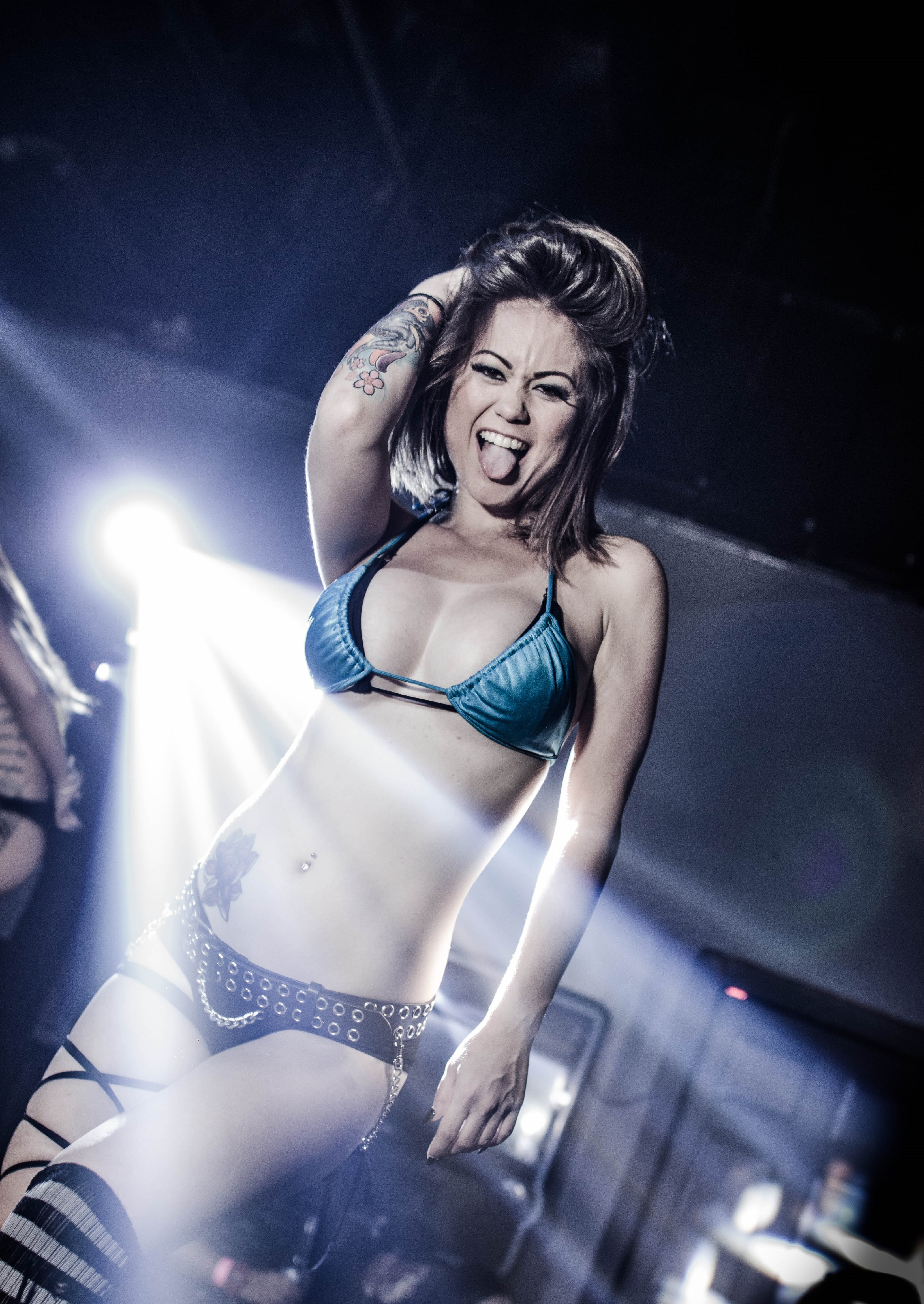
ゴーゴーダンサー

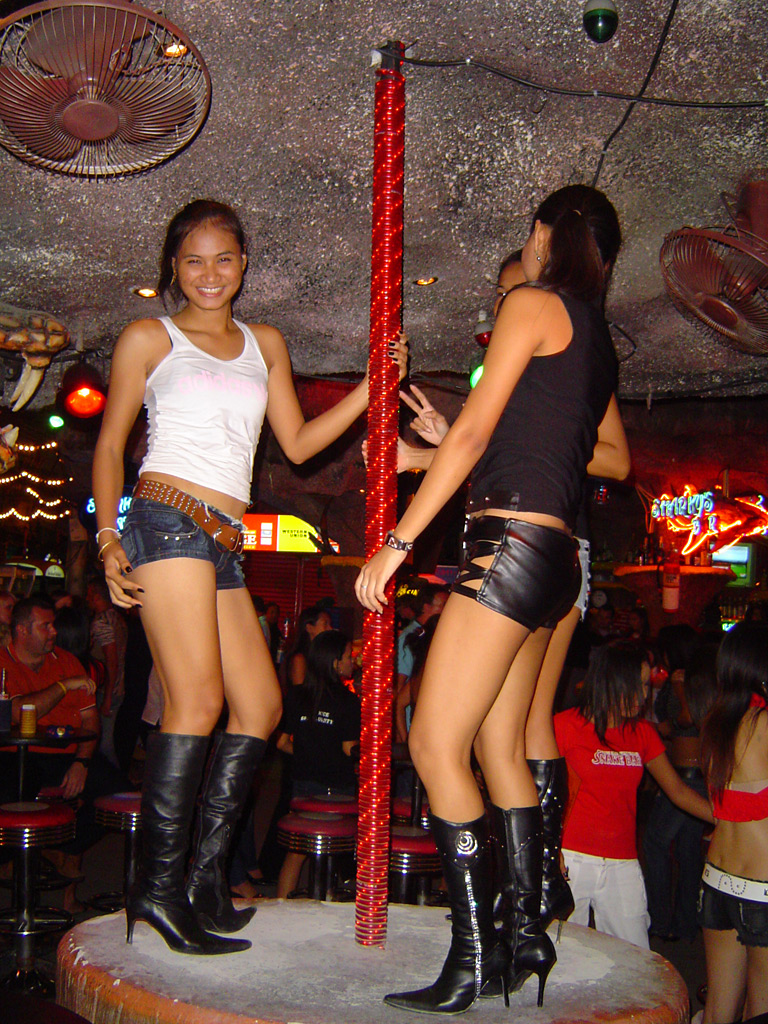
タイのゴーゴーダンサー

ゴーゴーダンサーとは、ナイトクラブなどでセクシーなダンスを披露するダンサー。

## 背景
1960年代にカリフォルニア州ウェスト・ハリウッドのナイトクラブ「ウィスキー・ア・ゴーゴー」で、ミニスカートにゴーゴーブーツといういでたちの女性たちが始めた軽快かつセクシーな形態のダンスがその起源とされる。
この元祖ゴーゴーガールズは、同年代に放映されていた人気バラエティー番組『Rowan & Martin's Laugh-In』のレギュラー出演者だったゴールディ・ホーンがたびたび模写したキャラクターによって一躍全米で有名になった。また1967年には俳優ティム・エベレットが男性版を披露、ゴーゴーボーイズの元祖となった。
ゴーゴーダンスはその後のディスコ時代やクラブ時代にも引き継がれ、ダンサーの肌の露出度が多くはなったものの、お立ち台の上やケージの中でセクシーなダンスを披露して入場者の目を楽しませるというその伝統は、今日のクラブシーンにも引き継がれている。